# Cyathea uleana
Cyathea uleana là một loài thực vật có mạch trong họ Cyatheaceae. Loài này được (Samp.) Lehnert mô tả khoa học đầu tiên năm 2010.